# 八つ橋てまり
八つ橋 てまり（やつはし てまり、1981年7月31日 - ）は、日本のお笑いタレント、福島県出身。

## 略歴
結婚後平凡な生活を送っていたが、素人時代からテレビ出演歴があるなど天性の明るい性格からお笑い芸人をめざし、ワタナベコメディスクールに21期生として入学。その後、清原なみこ（元つぼみ）とのコンビ「唱和シェアリング」としてワタナベエンターテインメントに所属。2017年4月18日解散。
解散後はフリーランスとなり、「八橋てまり」から「八つ橋てまり」に改名。解散以前からコンビ結成の声をかけていた大葉かやろうと男女漫才コンビを仮結成。ネタを考えてくれることを好意的に思い、そのまま名前もないコンビとして継続していたが、大葉が「エスファイブ」を離れた2018年7月以降、「かやろうとてまりん」として正式結成している。
番組を通じて知り合ったオアシズ・大久保佳代子からブス推薦をもらい、2018年5月以降は『おぎやはぎの「ブス」テレビ』に悲観的にならないブス、恋多き幸せなブスという特異なキャラクターでレギュラー出演する。
ワタナベコメディスクールの20期生であった、現アバウトガールズのヴィヴィアン・モンローとは公私ともに仲が良く、同YouTubeチャンネルにも度々登場するようになる。
2019年5月、コンビ名を「金星と木星（ヴィーナスとジュピター）」に改め、Wonderwave（ビクターミュージックアーツのタレント部門）に所属。しかし、同年11月23日にコンビ名を「おかわり」に改名することを発表。理由はてまりが「ヴィーナスとジュピター」というコンビ名を最後まで覚えられなかったからとのことである。その後2021年12月に解散。

## 人物
4080グラムのビッグベイビーとして生誕。既婚者であり、「コンビニで私が落とし物をした時に、それを拾ってくれたのが旦那」という漫画のような出会いをし結婚。『新婚さんいらっしゃい!』や『水曜日のダウンタウン』に「逆・美女と野獣カップル」として出演経験がある。
おぎやはぎ・矢作兼から「“世界ブスコンテスト”」で優勝できると例えられる容姿だが、八つ橋本人はデブの自覚こそあったが、前述のとおり彼氏が途絶えたことがないくらい男性にモテていたため、『「ブス」テレビ』出演までブスという自覚はなく、現在でも否定している。このため『「ブス」テレビ』では他の出演者のような「ブスあるある」がない、共感できないのが困りごとだと述べている。とはいえ「鼻はニンニク、唇は肛門って言われます」と美人枠でないことは自覚している。
同じく矢作は「テレビの芸能人がみんな美人なだけで「ブス」テレビ出演者は普通。普通じゃないのは八つ橋さんくらい」とも語っている。

## 出演

### テレビ
- 新婚さんいらっしゃい!（2014年、朝日放送テレビ）
- センニュウ☆感（2015年6月1日、[9]テレビ東京） - 唱和シェアリングとして
- 有田ジェネレーション（2016年10月26日、TBS） - 笑う重量級トリオ「スリーさいず」として
- ダイエット・ヴィレッジ（2016年11月9日、日本テレビ）
- 水曜日のダウンタウン（2015年10月28日、2020年7月22日、TBS） - 女と野獣のカップルはいるが、その逆はいない説
- 月曜から夜ふかし（2018年1月22日、日本テレビ）
- ナカイの窓（2018年3月28日、日本テレビ）[10]
- タモリ倶楽部（2019年6月7日、テレビ朝日） - 空耳アワー

### ウェブラジオ
- エンタメジャック in shibuya（2021年1月7日 - 、渋谷クロスFM） - アシスタントMC、おかわり2人のいずれかが出演

### ウェブ番組
- ワタ＠アメ（2015年11月22日、Abema FRESH）
- スナック幸子（2017年3月13日、フジテレビオンデマンド）
- ナカイの窓（2018年3月28日、日本テレビ系）[10]
- おぎやはぎの「ブス」テレビ（2018年5月7日 - 2020年4月6日、AbemaTV）

### 映画
- あ・く・あ 〜ふたりだけの部屋〜（2021年5月、Power Arts Production） - バカップル・てまり役

### CM
- タマホーム「ミュージカル編」

### 主催ライブ
- かやろうとてまりんトークライブ（2018年6月9日、早稲田クローバースタジオ）
- ビビットライブ（2018年9月4日、早稲田クローバースタジオ）[11]